# Adrien Rommel
Pour les articles homonymes, voir Rommel (homonymie).
Adrien Rommel, né Adrien Druon le 4 août 1914 à Paris 8e et mort le 21 juin 1963 à Clichy, est un escrimeur français, ayant pour arme le fleuret.

## Biographie
Adrien Géry Druon, fils d'Alexandrine Druon, naît le 4 août 1914. Sa mère meurt le 4 avril 1916. Il est ensuite reconnu le 1er mai 1916 par Géry Théophile Rommel (mort en 1930).
Il se marie le 30 décembre 1953 avec Denise Louise Valentine Herrmann. Il meurt à Clichy le 21 juin 1963.

## Carrière sportive
Avant de signer au Racing Club de France (RCF) où il effectue toute sa carrière internationale, Adrien Rommel débute en 1929 dans le club du patronage paroissial de Sainte-Geneviève des Grandes Carrières, l'Association Championnet (Paris 18e). Il y est champion de la Fédération gymnastique et sportive des patronages de France (FGSPF) en 1934, 1935 et 1936. Son maître d'arme de toujours est le professeur Victoire, de la salle de Championnet-Sport.

### Champion olympique
Il est sacré champion olympique d'escrime en fleuret par équipes aux Jeux olympiques d'été de 1948 à Londres et aux Jeux olympiques d'été de 1952 à Helsinki.

### Champion du monde
Adrien Rommel est aussi :
- triple champion du monde d'escrime en fleuret par équipes (en 1947 à Lisbonne, en 1951 à Stockholm et en 1953 à Bruxelles)[5] ;
- triple vice-champion du monde (en 1949 au Caire, en 1950 à Monte-Carlo et en 1954 à Luxembourg).

### Autres titres
- Vice-champion du monde universitaire de fleuret individuel en 1939[6].
- 2e du tournoi de fleuret international de Monaco, en 1939[7].
- champion de France universitaire et vainqueur du Challenge Efchwege salle Gardère, le tout en 1942[8].

## Autres activités
Il est également collaborateur au journal Le Monde, qui lui dédie un challenge en 1964.